# Pereiro (Alfoz)
Pereiro (llamada oficialmente Santa María do Pereiro) es una parroquia española del municipio de Alfoz, en la provincia de Lugo, Galicia.

## Otras denominaciones
La parroquia también es conocida por el nombre de Santa María de Pereiro.

## Organización territorial
La parroquia está formada por veintidós entidades de población, constando veintiuna de ellas en el nomenclátor del Instituto Nacional de Estadística español:

### Entidades de población
Entidades de población que forman parte de la parroquia:
- A Moa
- Acibro (Acivro)
- Arnela (A Arnela)
- Boudón
- Cabanela (A Cabanela)
- Caxigueira (A Caxigueira)
- Costa (A Costa)
- Coto[7] (O Coto)
- Fayán[8] (Faián)
- Ferradás
- Guilfonso
- O Chao
- Outeiro (O Outeiro)
- Palloza (A Palloza)
- Pena do Golpe (A Pena do Golpe)
- Pesquita (A Pesquita)
- Pichín (O Pichín)
- Rozas (As Rozas)
- Rúa (A Rúa)
- Rubeiro

### Despoblados
Despoblados que forman parte de la parroquia:
- Bustelo
- Ribeira (A Ribeira)

## Demografía
| Gráfica de evolución demográfica de Pereiro entre 2000 y 2019 |
|                                                               |
| Datos según el nomenclátor publicado por el INE.              |